# Antrocephalus thaumasuroides
Antrocephalus thaumasuroides är en stekelart som först beskrevs av Girault 1930.  Antrocephalus thaumasuroides ingår i släktet Antrocephalus och familjen bredlårsteklar. Inga underarter finns listade i Catalogue of Life.